# Bobitz
Bobitz ist eine Gemeinde in der Mitte des Landkreises Nordwestmecklenburg in Mecklenburg-Vorpommern (Deutschland). Die Gemeinde wird vom Amt Dorf Mecklenburg-Bad Kleinen mit Sitz in der Gemeinde Dorf Mecklenburg verwaltet.

## Geographie
Die Gemeinde Bobitz liegt in einem Grundmoränengebiet zwischen dem Schweriner See, der Stadt Grevesmühlen und der Hansestadt Wismar. Nahe dem Ortsteil Beidendorf liegt mit 95 m ü. NN der höchste Punkt in der großflächigen Gemeinde. Im Südosten der Gemeinde liegen der Große und Kleine Dambecker See.
Umgeben wird Bobitz von den Nachbargemeinden Gägelow, Barnekow und Metelsdorf im Norden, Dorf Mecklenburg im Nordosten, Groß Stieten im Osten, Bad Kleinen im Südosten, Zickhusen und Alt Meteln im Süden sowie Testorf-Steinfort und Upahl im Westen.
Ortsteile
Zu Bobitz gehören die ehemals selbstständigen Ortschaften
- Beidendorf
- Groß Krankow

sowie die weiteren Ortsteile
|                                                                    | Glashagen neuer Ortsteil, der territorial bereits zu Bobitz gehörte |                                                       |
| - Dalliendorf - Dambeck - Grapen Stieten - Käselow - Klein Krankow | - Köchelsdorf - Lutterstorf - Naudin - Neuhof - Petersdorf          | - Quaal - Rastorf - Saunstorf - Scharfstorf - Tressow |

## Geschichte

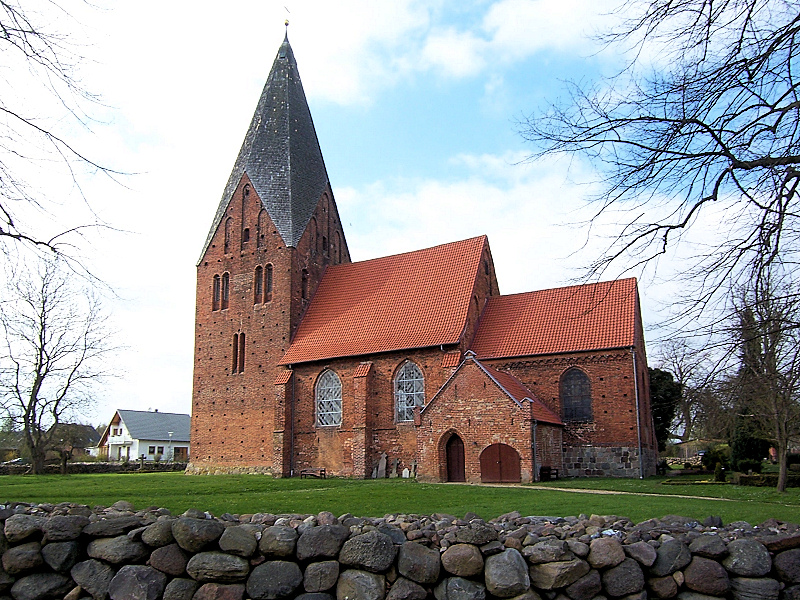
Beidendorf

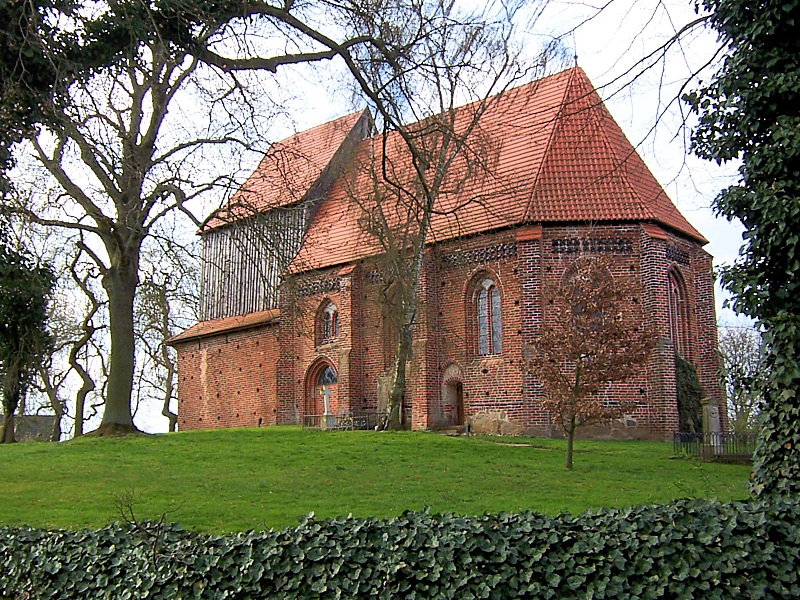
Dambeck

### Eingemeindungen
Neuhof bei Bobitz und Saunstorf wurden am 1. Juli 1950 eingemeindet. Dalliendorf kam am 1. April 1959 hinzu. Dambeck folgte am 1. Juli 1961. Schließlich wurden am 13. Juni 2004 Beidendorf und Groß Krankow eingegliedert.

### Beidendorf
Die Dorfkirche Beidendorf wird bereits 1230 im Ratzeburger Zehntregister erwähnt, welches die damals zum Bistum Ratzeburg gehörenden Ortschaften geordnet nach Kirchspielen auflistet. Als Pleban taucht in diesem Jahr ein Dietrich in den Urkunden auf. Um 1330 wurde Beenthorp in der Taxe der Ratzeburger Kirchen auf einen Wert von 30 Mark Silber geschätzt. In dieser Zeit war ein Ritter Johannes Storm einer der Begüterten des Ortes. 1396 war der Kirchherr ein Nikolaus Dargetzow. Andere Namen in alten Urkunden wie Dünnebik deuten auf die Herkunft aus Niedersachsen (Braunschweig) hin. Im 15. Jahrhundert werden als Grundherren oft die Namen von der Lohe und Hinrik von Stralendorff genannt. 1524 übergibt Herzog Albrecht VII. seinem Rat und Ritter Oertzen das Dorf Beidendorf und zwei Höfe in Scharstorf als Lehen. Bis 1609 verblieb Beidendorf im Besitz dieser Adelsfamilie. Die Brüder Hartwig und Joachim von Bülow traten in die Nachfolge und die Bülows hielten sich bis 1787. Später wechselten die Besitzer mehrfach.

### Bobitz
Bobitz war in der Neuzeit Teil des über 20 km² großen Güterkomplexes und ehemaliger Stammsitz der Grafen von der Schulenburg-Tressow. Mitte des 19. Jahrhunderts brannte das alte Gutshaus nieder, an dieser Stelle entstand ein schlichtes Herrenhaus aus Backstein – hier wurde Friedrich Graf von der Schulenburg geboren, später preußisch-kaiserlicher General im Ersten Weltkrieg und bis 1939 NSDAP-Reichstagsabgeordneter.

### Klein Krankow
In Klein Krankow existierte von 1240 bis 1356 eine Kommende des Deutschen Ordens.

### Neuhof
Das Gut war vermutlich früher im Besitz der Familie der Grafen von Bassewitz, die im 17. und 18. Jahrhundert auch die nahen Güter in Schönhof und Groß Walmstorf bewirtschafteten. Das eingeschossige, sanierte Gutshaus hat einen klassizistischen, dreiachsigen zweigeschossigen Zwerchgiebel.

### Saunstorf
Saunstorf wurde 1230 erstmals im Lehensverzeichnis des Bischofs Gottschalk von Ratzeburg urkundlich erwähnt. Die Kirche gehörte zum Kirchspiel Beenthorp. Saunstorf war zunächst kein Rittergut, sondern ein Dorf mit fünf Bauernstellen. 1790 erhielt Petersen als Lehen Teile des Dorfes. Durch Bauernlegen und Zwangsumsiedlung entstand das Gut. Danach erfolgte ein mehrfacher Besitzerwechsel. Nach 1900 war Eugen Philippi und von 1931 bis 1945 Rudolf von Oertzen Besitzer des Gutes. Das zweigeschossige Gutshaus von 1893 war ab 1945 Wohnhaus, wurde 1985 wegen Baufälligkeit geräumt und bis 2010 zum Hotel umgebaut.

### Tressow
Auf dem Gut Tressow wurde von 1869 bis 1871 ein schlossartiges Herrenhaus in klassizistischem Stil durch den Distriktbaumeister für die Domanial-Ämter Hagenow-Wittenburg, Georg Daniel, errichtet. Vom ehemaligen Gutshof sind heute nur noch Reste eines kleinen Parkes erhalten. Im Park befindet sich das Erbbegräbnis der Grafen von der Schulenburg, darunter ein Gedenkstein für den Widerstandskämpfer Fritz-Dietlof Graf von der Schulenburg, der nach dem 20. Juli 1944 hingerichtet wurde. Tressow befand sich bis 1945 im Besitz der Grafen von der Schulenburg. Das Herrenhaus wurde ab 2000 saniert und dient für Wohnzwecke und Ferienappartements.

### Dalliendorf
Dalliendorf ist seit 1982 Wohnsitz der Malerin Angelika Tübke.

## Bevölkerung
| Jahr | Einwohner |
| ---- | --------- |
| 1990 | 1435      |
| 1995 | 1473      |
| 2000 | 1384      |
| 2005 | 2737      |
| 2010 | 2610      |
| 2015 | 2516      |

| Jahr | Einwohner |
| ---- | --------- |
| 2020 | 2478      |
| 2021 | 2517      |
| 2022 | 2493      |
| 2023 | 2514      |

 Stand: 31. Dezember des jeweiligen Jahres
Die Zunahme der Einwohnerzahl im Jahr 2005 ist auf die Eingemeindung von Beidendorf und Groß Krankow im Jahr 2004 zurückzuführen.

## Politik

### Gemeindevertretung
Die Gemeindevertretung von Bobitz besteht aus 12 Mitgliedern. Die Kommunalwahl am 9. Juni 2024 führte bei einer Wahlbeteiligung von 70,8 % zu folgendem Ergebnis:
| Partei / Wählergruppe                         | Stimmenanteil 2019 | Sitze 2019 |  | Stimmenanteil 2024 | Sitze 2024 |
| --------------------------------------------- | ------------------ | ---------- |  | ------------------ | ---------- |
| Bürger für Bürger (BfB)                       | 38,7 %             | 5          |  | 22,7 %             | 3          |
| Einzelbewerber Axel Bremer                    | 15,4 %             | 1          |  | 21,9 %             | 1          |
| AfD                                           | –                  | –          |  | 18,4 %             | 2          |
| Einzelbewerberin Stefanie Kirsch              | –                  | –          |  | 11,4 %             | –          |
| Einzelbewerber Steffen Pittelkow              | –                  | –          |  | 11,2 %             | 1          |
| Einzelbewerberin Kathi Krtschil               | –                  | –          |  | 05,3 %             | 1          |
| Einzelbewerber Frank Heyduck                  | 02,0 %             | –          |  | 03,7 %             | 1          |
| Einzelbewerberin Nadja Fischer                | –                  | –          |  | 03,7 %             | –          |
| Landwirte, Unternehmer, Ländlicher Raum (LUL) | –                  | –          |  | 01,7 %             | –          |
| SPD                                           | 14,9 %             | 1          |  | –                  | –          |
| Einzelbewerber Volker Venohr                  | 07,2 %             | 1          |  |                    |            |
| Einzelbewerber Alexander Balow                | 05,8 %             | 1          |  |                    |            |
| CDU                                           | 05,5 %             | 1          |  | –                  | –          |
| NPD                                           | 03,7 %             | –          |  | –                  | –          |
| Einzelbewerber Henryk Glowalla                | 02,0 %             | –          |  | –                  | –          |
| Einzelbewerberin Janett Reisenberg            | 01,7 %             | –          |  | –                  | –          |
| Einzelbewerber Horst Bartels                  | 01,2 %             | –          |  | –                  | –          |
| Einzelbewerber Fred Waschtowitz               | 01,1 %             | –          |  | –                  | –          |
| Einzelbewerber Peter Salow                    | 00,9 %             | –          |  | –                  | –          |
| Insgesamt                                     | 100 %              | 10         |  | 100 %              | 9          |

Bei der Wahl 2019 entfielen auf die SPD zwei Sitze. Da sie nur einen Kandidaten aufgestellt hatte, blieb in der Gemeindevertretung ein Sitz unbesetzt. Auch auf den Einzelbewerber entfielen Axel Bremer zwei Sitze. Daher blieb ein weiter Sitz unbesetzt.
Bei der Wahl 2024 entfielen auf den Einzelbewerber Axel Bremer drei Sitze. Daher bleiben in der Gemeindevertretung zwei Sitze unbesetzt. Auf die Einzelbewerberin Stefanie Kirsch entfiel ein Sitz. Da sie zur Bürgermeisterin gewählt wurde, bleibt ihr Sitz in der Gemeindevertretung frei.

### Bürgermeister
- 2014–2019: Stefanie Kirsch
- 2019–2024: Annemarie Homann-Trieps
- seit 2024: Stefanie Kirsch

Bei der Stichwahl am 23. Juni 2019 wurde Homann-Trieps mit 52,4 % der gültigen Stimmen zur Bürgermeisterin gewählt. Bei der Bürgermeisterstichwahl am 23. Juni 2024 wurde Kirsch ohne Gegenkandidat mit 72,9 % der gültigen Stimmen zu ihrer Nachfolgerin gewählt. Ihre Amtsdauer beträgt fünf Jahre.

### Dienstsiegel
Die Gemeinde verfügt zurzeit noch über kein amtlich genehmigtes Hoheitszeichen, weder Wappen noch Flagge. Als Dienstsiegel wird das kleine Landessiegel mit dem Wappenbild des Landesteils Mecklenburg geführt. Es zeigt einen hersehenden Stierkopf mit abgerissenem Halsfell und Krone und der Umschrift „GEMEINDE BOBITZ • LANDKREIS NORDWESTMECKLENBURG“.

## Sehenswürdigkeiten
- Dorfkirche Beidendorf, gotische, kreuzrippengewölbte  Kirche aus Backstein mit eingezogenem, zweijochigem Chor aus dem 13. Jahrhundert, zweijochigem Langhaus aus dem 14. Jahrhundert, nördlich angebauter Sakristei und Westturm mit späterem, achtseitigem Spitzhelm
- Dorfkirche Dambeck, gotische, flachgedeckte Kirche aus Backstein aus dem 14. Jahrhundert mit gleichbreitem Langhaus, Chor und Fünfachtelschluss sowie Westturm in Schiffsbreite mit späterem, hölzernem Aufsatz und Satteldach
- Gutsanlage mit Gutshaus als zweigeschossiger Backsteinbau von 1873 in Grapen Stieten, heute Ferienwohnhaus
- Gutshaus von 1916 (zweigeschossig, neunachsig) und Park in Saunstorf, heute Hotel
- Denkstein von Saunstorf, Stele von 1439 mit Inschrift
- Schloss/Gutshaus der Familie Schulenburg-Tressow (spätklassizistisch, zweigeschossig, 13-achsig) in Tressow, Bau nach Plänen von Hofbaurat Georg Daniel, Marstall nach dem Vorbild des Schweriner Marstalls; Gedenkstein für den Widerstandskämpfer Fritz-Dietlof Graf von der Schulenburg im Park

## Verkehr

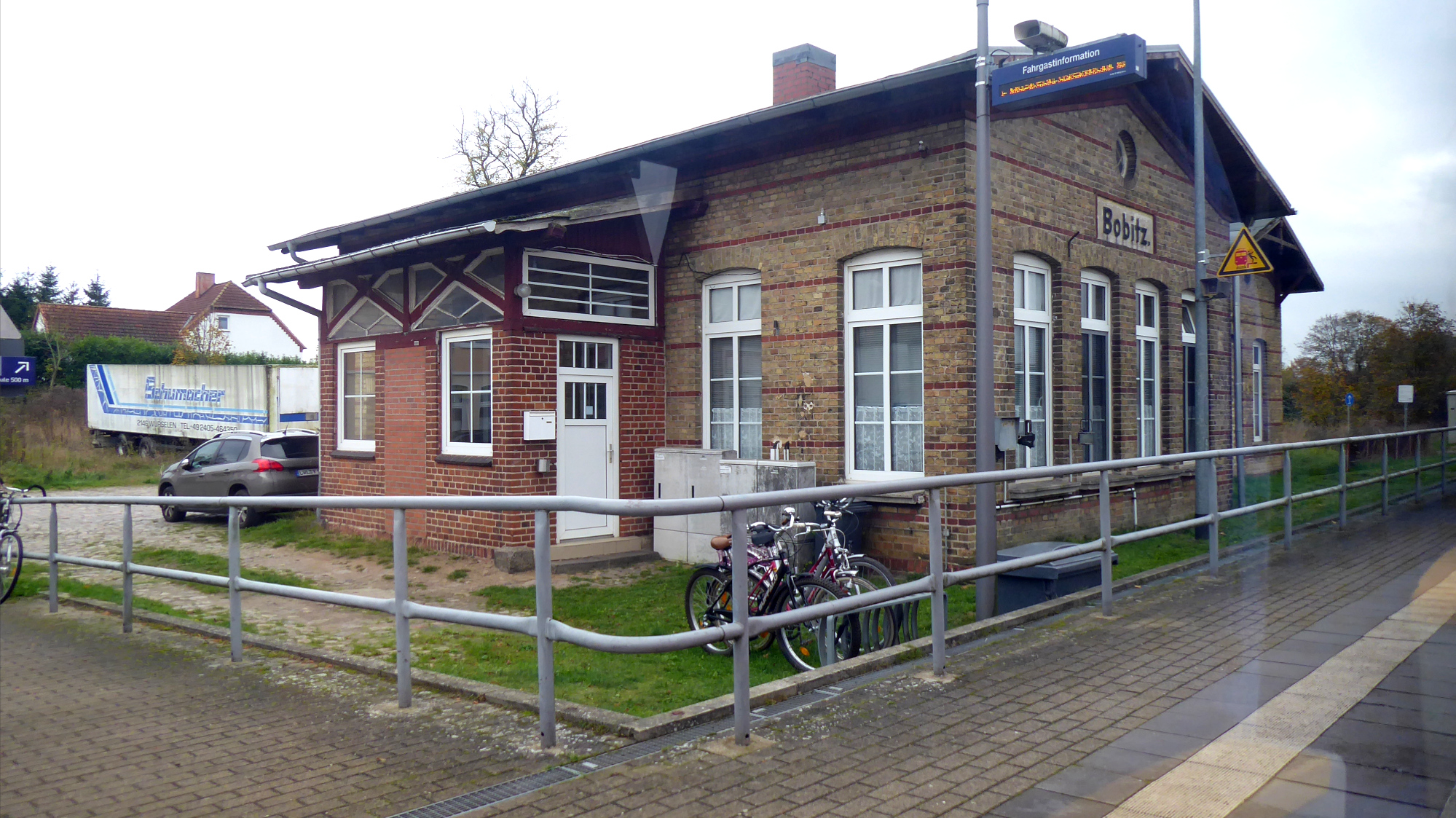
Bahnhof Bobitz

Durch die Gemeinde führen die A 20 (Anschlussstelle Bobitz) und die B 208 (Wismar–Gadebusch). Der Bahnhof Bobitz liegt an der Bahnstrecke Lübeck–Bad Kleinen.

## Persönlichkeiten
- Friedrich Pentzlin (1796–1870), Arzt und Redakteur, geboren in Beidendorf
- Paul Lembke (1860–1939), Oberbürgermeister der Stadt Mülheim an der Ruhr (1904–1928), geboren in Lutterstorf
- Friedrich Graf von der Schulenburg (1865–1939), General der Kavallerie und Politiker (NSDAP), geboren in Bobitz
- Albert Sanneck (1901–1988), Politiker und Gewerkschafter, geboren in Scharfstorf
- Walther Schultz (1900–1957), lutherischer Theologe und Landesbischof, geboren in Tressow
- Tisa von der Schulenburg (1903–2001), Schriftstellerin, geboren in Tressow
- Rudolf von Oertzen (1910–1990), bis 1945 Gutsherr auf Saunstorf, Komponist und Hochschullehrer
- Paul-Joachim Timm (* 1990), Gemeindevertreter der AfD und Mitglied im Landtag von Mecklenburg-Vorpommern